# D. G. 챔퍼나운

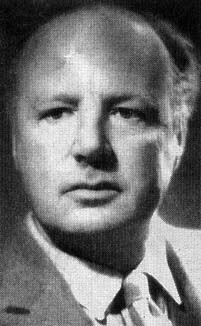

데이비드 가운 챔퍼나운(David Gawen Champernowne) 교수(1912년 7월 9일 ~ 2000년 8월 19일)은 잉글랜드의 경제학자이자 수학자이다.
챔퍼나운은 윈체스터와 킹스 칼리지에서 교육을 받았으며 그곳에서 앨런 튜링의 친구가 되었다. 그곳과 런던 정치경제대학교에서 학업을 마친 뒤 제2차 세계대전이 발발하자 수상의 오피스의 통계 부서로 징집되었으며 윈스턴 처칠이 의사결정을 내리는데 도움이 되는 양적 정보를 제공하였다. 그러다가 1941년 그는 항공기 제작 부서의 프로그램 감독이 되었다.
옥스퍼드 대학교의 통계경제학 교수(1948~1959년)이자 케임브리지 대학교의 경제통계학 교수(1970~2000년)로 역임했다.
1933년에는 케임브리지에서 대학 학부생으로 있었을 당시 챔퍼나운 수에 관한 논문을 게시하였다. 1948년, 그의 옛 칼리지 친구 앨런 튜링과 함께 일하며 최초의 체스로 즐기는 컴퓨터 프로그램들 가운데 하나를 개발하는데 도움을 주었다. 그를 유명하게 만든 서적인 《경제적 불평등과 소득 재분배》(Economic Inequality and Income Distribution, 출판사: 케임브리지 대학 출판국)는 1998년에 출간되었다.
《이코노믹 저널》의 공동 저자는 그에 대해 겸손하고 변덕스럽고 유머가 넘친다고 이야기했다.
그의 무덤은 1870년대에 그의 가족이 달링턴 홀의 옛 교회를 대체하기 위해 지어진 데번 주 달링턴의 새 교회에 위치해 있다.